# Музейно-выставочный центр города Назарово
Музейно выставочный центр города Назарово — единственный музей города Назарово. 6 октября 1994 года музей получил статус «Музейно-выставочного центра».
Директор музея — Т. М. Мельникова.

## История
Краеведческий музей города Назарово был открыт 10 апреля 1970 года. Его основателем был Петр Васильевич Зарубкин, учитель истории средней школы № 4, а также ветеран Великой Отечественной войны. Избирательный комитет городского Совета народных депутатов города Назарово 21 февраля 1990 года принял решение о создании государственного краеведческого музея. 9 мая 1990 года для посетителей был открыт первый экспозиционный зал «Прошлое Назарово».
В мае 1991 года на базе музея было создано творческое объединение назаровских художников и мастеров декоративно-прикладного творчества. В это же время в музее стали проходить выставки работ мастеров из Назарово и других регионов.
6 октября 1994 года музей получил статус «Музейно-выставочного центра» города Назарово (МБУК «МВЦ»).

## Экспонаты
Сейчас Музейно-выставочный центр города Назарово содержит более 12 500 экспонатов основного фонда по истории и краеведению Назаровского района и Красноярского края. На выставках, находящихся в Музейно-выставочном центре, а также на внемузейных выставках, было представлено более 6 тысяч экспонатов.

## Выставочные залы
Музейно-выставочный центр города Назарово имеет шесть выставочных залов:
1. Зал «Флора и Фауна» — экспозиции по природе, палеонтологии, археологии и минералогии Назаровского района и Красноярского края.
2. Зал «Прошлое Назарово» — экспозиции по истории Назаровского района с момента основания Назарово (1742 год) до конца 19-го века.
3. Зал «Довоенное Назарово» — экспозиции по назаровской истории с начала 20-го века до Великой Отечественной войны и об известных назаровцах.
4. Зал «Защитники отечества» — экспозиции о назаровцах — участниках Великой Отечественной войны, а также о назаровцах — участниках «афганской» войны и военнослужащих, погибших при прохождении воинской службы в послевоенный период.
5. «Выставочный зал» — в нем размещаются выставки художников и мастеров ДПТ г. Назарово и Назаровского района, Красноярского края и других регионов России, ближнего и дальнего зарубежья.
6. Зал «Современное Назарово» — экспозиции по истории Назарово после войны, информация о предприятиях и знатных тружениках города.

Выставочные залы
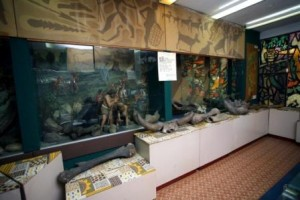
Зал «Флора и Фауна»
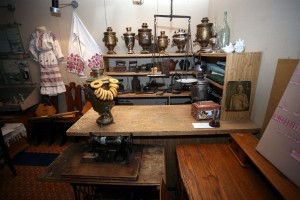
Зал «Прошлое Назарово»
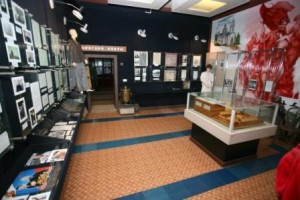
Зал «Довоенное Назарово»
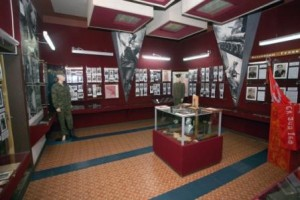
Зал «Защитники отечества»
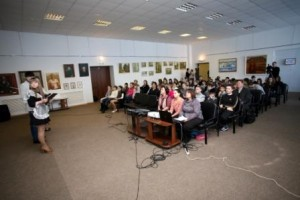
«Выставочный зал»

## Памятник Патюкову
Рядом с музеем находится памятный камень Назарию Патюкову (основателю села Назарово).

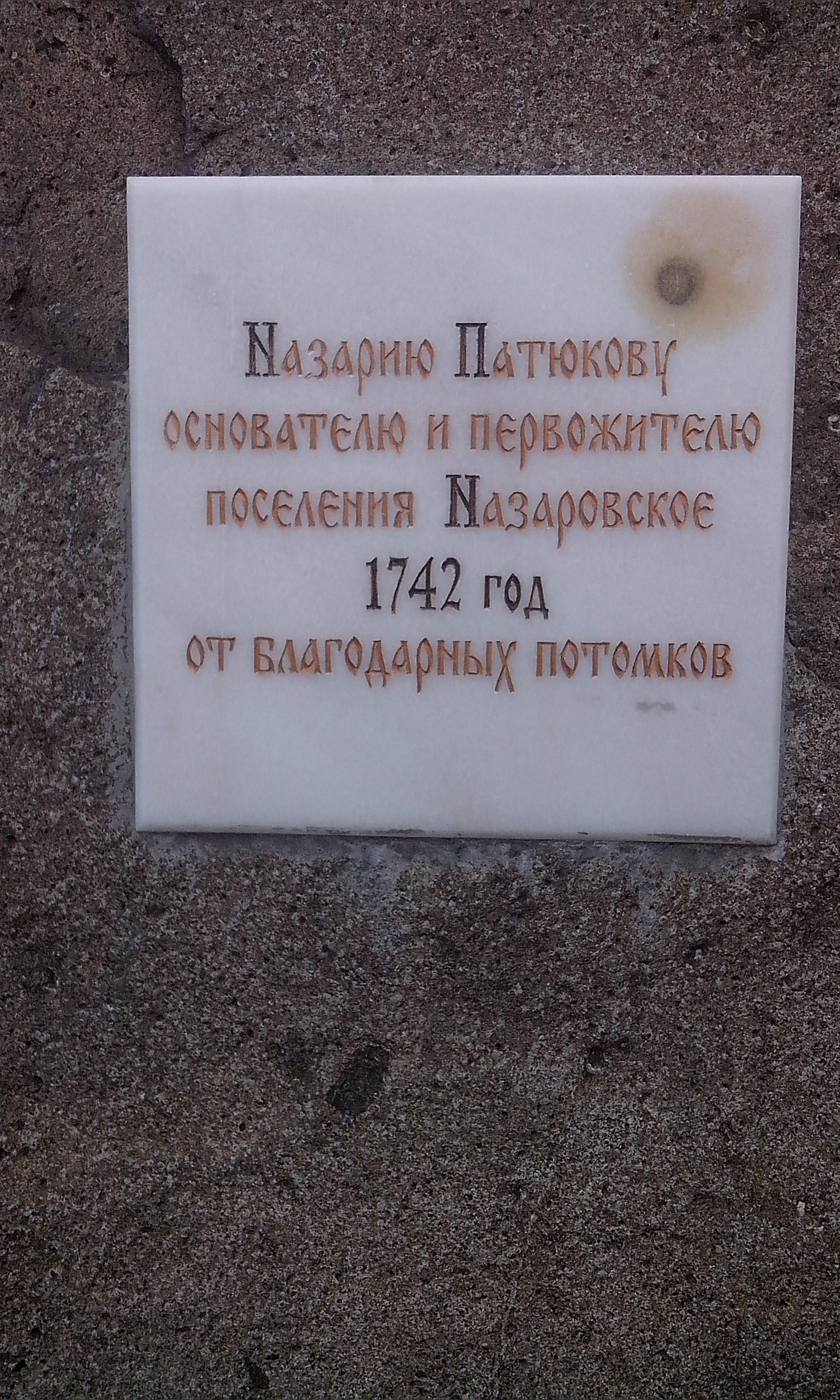
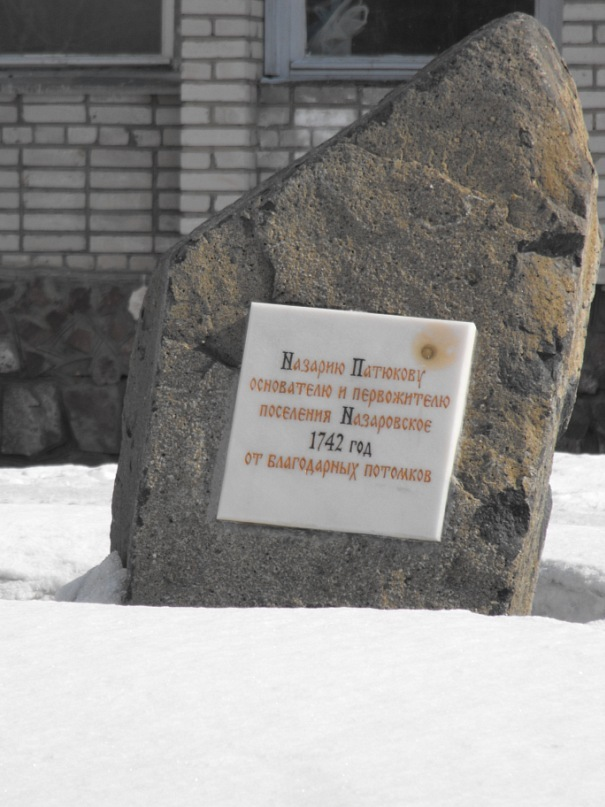